# Marina Radu
Marina Radu (n. 5 septembrie 1984, Montréal, provincia Québec, Canada) este o jucătoare de polo pe apă din Canada cu origini românești.
Ea a fost membră a echipei naționale feminine de polo pe apă a Canadei⁠(d), echipă care a câștigat medalia de argint la Jocurile Pan Americane din 2007 din Rio de Janeiro, Brazilia.

## Legături externe
- http://marinaradu.com/marina-radu/%5Bnefuncțională+–+%5D